# Ilques Barbosa
Ilques Barbosa Junior (Ribeirão Preto, 29 de maio de 1954) é um almirante de esquadra brasileiro, antigo chefe do Estado-Maior da Armada, que foi Comandante da Marinha entre 9 de janeiro de 2019 e 9 de abril de 2021.

## Carreira
Tem uma carreira longa na Marinha do Brasil. Foi Guarda-Marinha (13/12/1976), Segundo-Tenente (31/08/1977), Primeiro-Tenente (30/04/1979), Capitão-Tenente (31/08/1981), Capitão de Corveta (31/08/1987), Capitão de Fragata (25/12/1993), Capitão de Mar e Guerra (25/12/1999), Contra Almirante (31/03/2007), Vice Almirante (31/07/2010) e Almirante de Esquadra (25/11/2014). 
Realizou curso na Escola Naval, Curso de Aperfeiçoamento de Comunicações para Oficiais, Curso Básico da Escola de Guerra Naval, Curso de Comando e Estado-Maior na Escola de Guerra Naval, Curso Superior de Guerra Naval - Escola de Guerra Naval, Curso Regular de Estado Mayor da Academia de Guerra Naval - Armada do Chile, Curso de Política e Estratégia Marítimas - Escola de Guerra Naval, Curso de Altos Estudos de Política e Estratégia - Escola Superior de Guerra.
O Almirante Ilques foi exonerado do Comando da Marinha juntamente com os Comandantes do Exército e da Força Aérea, após a crise iniciada com a demissão do general Fernando Azevedo do Ministério da Defesa, que saiu do cargo após negar a politização das Forças Armadas.
É casado e tem duas filhas.